# Серебряные коньки (фильм)
«Серебряные коньки» — российский романтический приключенческий фильм в жанре исторической драмы режиссёра Михаила Локшина, частично основанная на одноимённой книге Мэри Мэйпс Додж (хотя описанные в книге события происходят в Нидерландах). В главных ролях: Фёдор Федотов, Софья Присс, Алексей Гуськов и Кирилл Зайцев.
Премьера состоялась 10 декабря 2020 года. Фильм получил одобрительные отзывы критиков и две недели возглавлял российский прокат.
Права на фильм приобрела компания Netflix. «Серебряные коньки» — первый российский фильм, вышедший на платформе в категории Netflix Originals.

## Сюжет

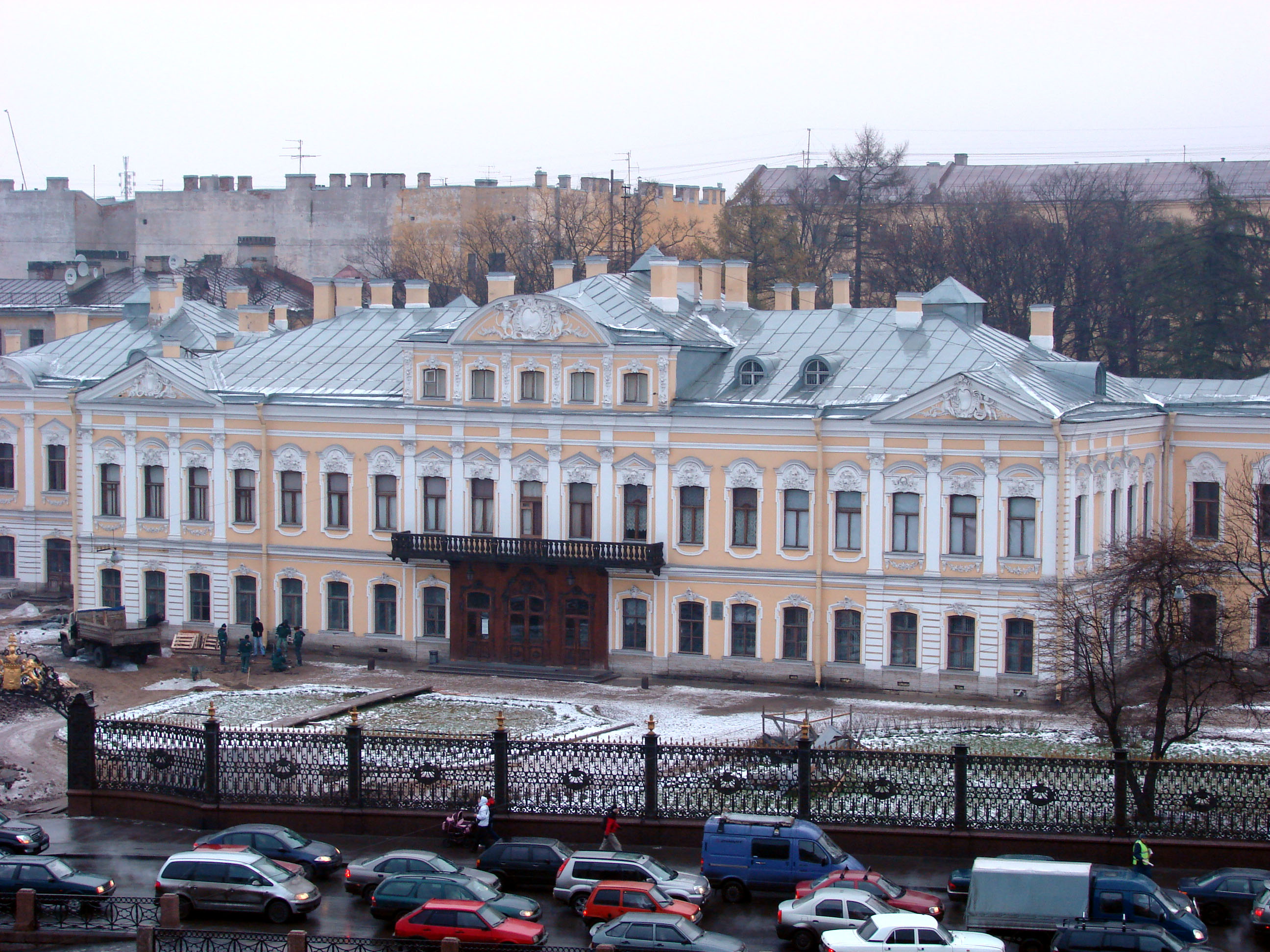
Фонтанный дом графов Шереметевых, который в фильме играет роль усадьбы Вяземских

Действие фильма происходит в конце 1899 года в Санкт-Петербурге, где встречаются абсолютно разные и, казалось бы, никак не связанные друг с другом люди: сын обычного фонарщика Петра, Матвей, и дочь сановника Николая Вяземского, Алиса. Матвей работает доставщиком заказов в пекарне, и самое ценное, что у него есть, — это подаренные ему в детстве отцом старинные голландские коньки, на которых он катается по каналам Петербурга, чтобы сократить свои маршруты. Алиса увлекается химией и миром науки, но вынуждена скрывать свои увлечения от отца, который, как и многие тогдашние российские аристократы, считает, что женщине высшее образование совсем ни к чему.
За несколько дней до нового 1900 года Матвей теряет работу доставщика, потому что не смог вовремя доставить заказ, так как улицу на его пути перекрыли, потому что по ней ехали Вяземские. Параллельно обнаруживается, что у Петра чахотка в запущенной форме, и в больнице врач говорит Матвею, что его отца, возможно, смогут вылечить в Германии. Случайно Матвей знакомится с вором-рецидивистом Алексом, который возглавляет банду карманников, увлекающихся идеями Маркса об экспроприации. Банда промышляет кражами на ледовых ярмарках на каналах в центре города, поэтому передвигается в основном на коньках. Испытывая нужду в деньгах и умея хорошо кататься на коньках, Матвей соглашается примкнуть к банде и учится оттачивать навыки воровства. После первого же дня, вечером, банда подбивает Матвея проникнуть в особняк Вяземских. По совпадению он забирается на балкон комнаты Алисы, которая его замечает, но не поднимает паники. Однако она случайно поджигает Матвею одежду керосинкой и тот, хоть и успевает вовремя потушить пламя, вынужден бежать.
Через какое-то время Матвей случайно крадёт два приглашения на ледовый бал во дворе Михайловского замка, куда они отправляются вместе с Алексом, умело выдав себя за аристократов. Там же оказывается и Алиса, которую на балу представляют гвардии капитану Аркадию Трубецкому, после чего тот решает вступить с ней в брак по расчёту. Случайно Алиса сталкивается с Матвеем и понимает, что он ворует, но она обещает не выдавать его, если он окажет ей услугу: Алиса хочет поступить слушательницей на Бестужевские курсы, но, в соответствии с тогдашним законом, для этого требуется согласие её отца или мужа. И вот в качестве последнего Алиса и просит Матвея предстать перед приёмной комиссией. И хотя сам Дмитрий Менделеев одобряет на вступительном экзамене кандидатуру Алисы, затея срывается, потому что согласие должно быть подано в письменном виде, а Матвей не умеет писать. Алиса расстроена неудачей и потому отказывается на предложение Матвея сходить с ним на свидание, так как сам Матвей начинает испытывать к девушке симпатию. Набожный Пётр, узнав откуда у его сына появились деньги, просит его вернуть их, потому что «нечестные деньги до добра не доведут». Матвей ссорится с ним и уходит жить к Алексу, который вместе со своей бандой на зиму приютился в остове вмёрзшего в лёд старинного корабля на побережье Финского залива.
На Рождество Матвей, пользуясь тем, что родители Алисы на балу, уговаривает её всё-таки пойти с ним на свидание. Они вдвоём катаются на коньках по каналам и окончательно понимают, что влюблены друг в друга. Алиса даже знакомится с Алексом и его бандой и, хотя она не очень одобряет его революционные взгляды, она всё же соглашается принять от Алекса в качестве новогоднего подарка «Капитал» Карла Маркса. На следующий день банда Алекса на ярмарке подвергается нападению специально обученного отряда гвардейцев во главе с Трубецким, так как действия банды давно привлекли внимание властей города. Гвардейцам удаётся схватить одного из её членов, в то время как Матвея начинает преследовать сам Трубецкой, но ему на помощь приходит Алекс, который из пистолета простреливает Трубецкому ногу. Матвей решает вернуться домой, но обнаруживает, что его отец уже умер.
В тот же вечер Алиса оказывается на представлении французского мага Фурье, который выводит её и Трубецкого на сцену, а затем поджигает себе руки и объявляет присутствующим, что это безвредное пламя и оно является результатом того, что между Алисой и Трубецким «есть особая энергетика, свидетельствующая о том, что они созданы друг для друга». Алиса считает это глупым фарсом и срывает триумф Фурье, сообщив публике, что это так называемое «холодное пламя». Выходка Алисы заставляет её отца обыскать комнату дочери. Найденные научные книги сжигаются, а прислугу, с которой у Алисы был близкий контакт, увольняют. Последней, уже по собственному желанию, решает уволиться гувернантка Алисы, чопорная англичанка мисс Джексон, которая до этого воспитывала Алису в строгом этикете, но теперь она признаёт, что выходка Алисы заставила её саму признать, что все эти годы она жила так, как того от неё хотели другие, а не так, как хотела она сама. На прощание мисс Джексон просит Алису пообещать ей, что та исполнит свою мечту, и напоследок говорит, что иногда «самым простым шагом становится принятие самого трудного решения».
Матвей принимает решение исполнить просьбу отца и возвращает Алексу полученные от него деньги. Одновременно его находит там Алиса, которая сбежала из дома, прихватив фамильные драгоценности, чтобы на них купить билет в Париж, где она сможет без проблем изучать химию. Узнав о смерти отца Матвея, Алиса зовёт его отправиться вместе с ней. Ночью корабль берут в окружение гвардейцы с Трубецким, которым под пытками раскрылся арестованный ранее член банды. Когда банда игнорирует его требования сдаться, Трубецкой отдаёт приказ поджечь корабль. Алекс хочет использовать Алису в качестве живого щита и гарантии, что их не тронут. Матвей отказывается, и они с Алисой бегут на верхнюю палубу. За ними следует Алекс, а остальные спрыгивают с корабля, и их хватают гвардейцы. Алекс сбрасывает Матвея на нижнюю палубу, после чего, угрожая застрелить Алису, требует от Трубецкого, чтобы тот отпустил всех членов банды.
Трубецкой подчиняется требованию Алекса, после чего Алису чудом удаётся благополучно спустить с борта на верёвке. Но затем Алекс и Матвей видят, как убежавших членов банды вновь хватают гвардейцы, и понимают, что Трубецкой солгал. Алекс сообщает Матвею, что ему с Алисой всё равно не суждено было быть вместе: классовое неравенство в Российской империи таково, что представитель буржуазии никогда не сможет связать свою судьбу с представителем низшего сословия. Он предлагает Матвею спрыгнуть с носовой части корабля, потому что там уже растаял лёд и гвардейцы туда не сунутся. Но когда Матвей прыгает с носовой мачты, Алекс видит, что его взяли на прицел гвардейцы, и, чтобы отвлечь их внимание на себя, стреляет в воздух, из-за чего гвардейцы открывают огонь по нему, и он погибает. Матвею удаётся выползти из полыньи, но от переохлаждения он теряет сознание. Через какое-то время его находят местные рыбаки и доставляют в больницу, где он с трудом выздоравливает.
Наступает Новый год. Алиса, которую вернули домой, душевно сломлена, и особенно тяжело ей становится, когда она узнаёт, что отец дал полное согласие на её брак с Трубецким. По случаю Нового года Николай привозит её на бал-маскарад в Большом Гатчинском дворце. Туда же, переодевшись официантом, проникает и Матвей. Когда он появляется перед Алисой, то показывает ей, что у него на руках два билета на поезд в Париж (которые он купил на деньги из первого взноса за лечение отца, который ему целиком вернули после смерти последнего). Пара сбегает прямо с бала, и на коньках по льду следует обратно в Петербург. За ними вдогонку несётся Трубецкой, который обо всём догадался, когда нашёл случайно обронённый Матвеем один из билетов. На Витебском вокзале, обнаружив пропажу билета, Матвей уговаривает Алису сесть на поезд, а сам бежит к кассам, чтобы купить себе новый, но тут на платформе появляется Трубецкой с недостающим билетом. В завязавшейся схватке Матвею удаётся отобрать билет, и он успевает запрыгнуть в уже тронувшийся поезд, но Трубецкой успевает напоследок выстрелить в него из пистолета. Затащив Матвея в вагон, Алиса с удивлением обнаруживает, что пуля попала в коньки, которые Матвей нёс на груди под одеждой.
Спустя четыре года Николай Вяземский приходит к Менделееву и сообщает, что знает, что тот ведёт тайную переписку с его дочерью. Довольный Менделеев сообщает, что Алиса сделала большие успехи в изучении химии и через год получит учёную степень, которая позволит ей работать во всех престижных университетах западной Европы. Понимая, что это единственный способ вернуть дочь на родину, Вяземский просит дирекцию университета, где проходят Бестужевские курсы, внести в устав правки, благодаря которым отныне женщины смогут заведовать кафедрой. Спустя год он наблюдает, как Алиса проводит урок химии на курсах. Фильм завершается сценой, в которой Алиса, Матвей и их маленький сын Петя, названный в честь своего покойного дедушки по отцовской линии, втроём катаются на коньках.

## В ролях
В фильме задействовано свыше 70 актёров, не считая актёров массовки.
| Актёр                            | Роль                                             |
| -------------------------------- | ------------------------------------------------ |
| Фёдор Федотов                    | Матвей                                           |
| Софья Присс                      | Алиса Мария Августа фон Шлезенберг-Вяземская     |
| Алексей Гуськов                  | министр Николай Николаевич Вяземский, отец Алисы |
| Северия Янушаускайте             | Северина Генриховна, мачеха Алисы                |
| Кирилл Зайцев                    | капитан князь Аркадий Трубецкой                  |
| Юрий Борисов                     | главарь банды Алекс (Алексей Тарасов)            |
| Тимофей Трибунцев                | фонарщик Пётр, отец Матвея                       |
| Юрий Колокольников               | Великий князь Константин Константинович          |
| Сергей Колтаков                  | Дмитрий Менделеев                                |
| Василий Копейкин                 | член банды Муха                                  |
| Михаил Шеломенцев                | член банды Граф                                  |
| Бато Шойнжонов                   | член банды Чингиз                                |
| Александра Ревенко               | подруга главаря банды Марго                      |
| Маргарита Адаева                 | горничная Алисы Прасковья                        |
| Кэти Белтон (англ. Cathy Belton) | гувернантка Алисы мисс Джексон                   |
| Дени Лаван                       | иллюзионист Фурье                                |
| Аркадий Коваль                   | управляющий у Николая Николаевича                |
| Валерий Кухарешин                | старший повар                                    |
| Сергей Барковский                | директор Бестужевских курсов                     |
| Елена Руфанова                   | княгиня Трубецкая, мать Аркадия                  |
| Сергей Заморев                   | седовласый мужчина                               |
| Василий Щипицын                  | полицейский на перекрестке                       |
| Дмитрий Лысенков                 | лекарь                                           |
| Владимир Глазков                 | контролёр                                        |
| Ирина Варламова                  | Алиса (Каскадёр)                                 |

## Съёмки
Съёмки фильма проходили с конца января по май 2019 года в Санкт-Петербурге и Ленинградской области — Кронштадте, Гатчине и Всеволожске. В кадре появляются Петропавловская крепость, Михайловский замок, Витебский вокзал, Музей прикладного искусства, Большой Гатчинский дворец. Интерьерные эпизоды снимались во дворцах: Юсуповском, Мраморном, Шереметевском (Фонтанный дом), а также во дворце Великого князя Владимира Александровича (Дом учёных). Лишь часть эпизодов удалось снять на естественном льду Невы, Фонтанки, Мойки и Крюкова канала. Не повезло с погодой: зима была тёплой, температура колебалась в районе 0 °C, потому естественный лёд рек и каналов Санкт-Петербурга перед съёмками укрепляли: создавали настил, клали цветную подложку (чтобы в кадре лёд выглядел эффектнее и чище) и сверху заливали ещё 10 см льда. Всего таким образом было укреплено порядка 10 000 м² льда. Для съёмок массовых ледовых сцен, которые не получилось сделать на естественном льду, в павильонном комплексе во Всеволожске на 40 000 м² воссоздали участок Мойки и Зимней канавки протяжённостью 130 м. Все сцены в этом павильоне снимались на фоне хромакея, благодаря чему специалисты по графике из компании CGF Александра Горохова на пост-продакшне перенесли канал в настоящий Санкт-Петербург. Коньки Матвея создал белорусский художник и декоратор Олег Седловский.

## Музыка
Оригинальный саундтрек к фильму, написанный британским композитором Гаем Фарли, составлен из 24 номеров, в 2 из которых напрямую цитируется знаменитая фортепианная пьеса «Лунный свет» Клода Дебюсси, аранжированная для оркестра. Также в фильме использованы фрагменты сочинений Иоганна Себастьяна Баха (Фуга g-moll BWV 578), Йозефа Гайдна (Струнный квартет № 3 (III часть), Струнный квартет № 51 op. 64 № 4 (I часть)), Джона Филда (Ноктюрн № 13 H 60), Рихарда Вагнера (Соната для фортепиано № 2 WWV 21 (часть II)), Эмиля Вальдтейфеля (Вальс «Конькобежцы»), Петра Чайковского (Финальный вальс из балета «Щелкунчик», Сцена с танцами из Пролога балета «Спящая красавица»), Иоганна Штрауса-сына (Вальсы «Сказки Венского леса» и «Розы с Юга»), Николая Римского-Корсакова (Увертюра «Светлый праздник» op. 36; Пляска скоморохов из оперы «Снегурочка»).

## Отзывы и оценки
Фильм получил высокие оценки в российской прессе; по данным агрегаторов, отрицательных рецензий на него не было совсем. «Полнометражный дебют режиссёра Михаила Локшина безусловно удался», пишет Валерий Кичин в «Российской газете». Многие из критиков особо отметили винтажную эстетику, сказочную атмосферу фильма и музыку. Антон Долин в издании «Медуза» отметил также социальный подтекст сюжета: «Центральный конфликт „Серебряных коньков“ — кажется, впервые в отечественном киномейнстриме — связан с освобождением героини от уз патриархата». Некоторые авторы сравнивали «Серебряные коньки» с фильмом «Титаник», отмечая сюжетные параллели.
После выхода на платформе Netflix фильм занимал пятую строчку в международном рейтинге, в Бразилии — первую, в Мексике, Румынии, Греции, Венгрии и Чили — вторую, в США — входил в топ-9.
По итогам 2021 года фильм вошёл в топ по просмотрам на платформе онлайн-кинотеатра Okko.
Телепремьера фильма в Италии состоялась 3 января 2023 года на телеканале Rai 1. Его просмотрели почти 3 млн телезрителей, и он стал самым рейтинговым фильмом дня. Сценарист фильма Роман Кантор написал об этом: «Вот такое итальянское новогоднее чудо. Не уверен, чтобы что-то подобное происходило раньше с российским кино».

## Награды и премии
- 2021 — Национальная кинематографическая премия «Ника» за 2020 год:
  - номинация — лучшая работа художника (А. Загоскин);
  - номинация — лучшая работа художника по костюмам (Т. Патрахальцева, Г. Солодовникова);
  - номинация — лучшая работа режиссёра монтажа (М. Лихачёва, Д. Слобцов);
- 2022 — Премия «Золотой орёл» за заслуги в области российского кинематографа и телевидения за 2021 год[28][29]:
  - лучший фильм;
  - лучший сценарий (Р. Кантор);
  - лучшая операторская работа (И. Гринякин);
  - лучшая работа художника-постановщика (А. Загоскин);
  - лучшая работа художника по костюмам (Т. Патрахальцева, Г. Солодовникова);
  - лучший монтаж фильма (М. Лихачева, Д. Слобцов)[30].